# جيوفري هيل (أستاذ جامعي)
جيوفري هيل (بالإنجليزية: Geoffrey Hill)‏ هو كاتب وشاعر بريطاني، ولد في 18 يونيو 1932 في برومزغروف ‏ في المملكة المتحدة، وتوفي في 30 يونيو 2016 في كامبريدج في المملكة المتحدة.

## وصلات خارجية
- جيوفري هيل على موقع الموسوعة البريطانية (الإنجليزية)
- جيوفري هيل على موقع مونزينجر (الألمانية)
- جيوفري هيل على موقع ديسكوغز (الإنجليزية)